# Propsteiamt Thulba
Das Propsteiamt Thulba war eine Gerichts- und Verwaltungseinheit des geistlichen Fürstentums Fulda.

## Geschichte
Das Propsteiamt Zella war ein fuldisches Amt, in dem der Propst des Klosters Thulba die Herrschaftsrechte anstelle des Abts ausübte, daher die Bezeichnung als Probsteiamt. Das Kloster Thulba war seit dem 8. Jahrhundert fuldisch.
Im Bauernkrieg wurde 1525 das Kloster und die Kirche verwüstet und die dreizehn noch verbliebenen Nonnen wurden vertrieben. Die Gegenreformation unter dem Fuldaer Fürstabt Balthasar von Dernbach und die Streitigkeiten mit Bischof Julius Echter um das lutherische Hammelburg und damit auch um Thulba fanden erst 1602 durch einen Schiedsspruch des Kaisers ein Ende. Eine Wiederherstellung des Klosters gelang nicht, es wurde 1626 aufgelöst; die Verwaltung durch die Propstei blieb bis 1802 erhalten.
Im 17. Jahrhundert führte die Auseinandersetzung des Abtes mit dem Kapitel zu einer Unabhängigkeit der Propsteiämter von der fuldischen Regierung. 1656 wurde eine erste diesbezügliche Vereinbarung zwischen Abt und Kapitel getroffen, die 1681 und zuletzt 1726 bestätigt wurde. Der Propst hatte damit die unumschränkte Vogtei und verfügte über alle Verwaltungs- und Gerichtsrechte außer der Zent. Die probsteilichen Beamten erhoben die Steuern und lieferten diese direkt bei der Landesobereinnahme ab. Die Untertanen huldigten dem Fürstabt, dem auch die peinliche Gerichtsbarkeit zustand. 
An der Spitze des Propsteiamtes stand der Propst. Vor Ort war ein Beamter eingesetzt, der die Aufgaben eines Amtmannes hatte, aber die Amtsbezeichnung Beamter trug.
Das Fürstentum Nassau-Oranien-Fulda entstand aufgrund des Reichsdeputationshauptschlusses 1803. In Bezug auf die Rechtsprechung und Verwaltung wurde mit der Landesherrlichen Verordnung die Ober= und Ämter betreffend vom 8. Januar 1803 eine Neuorganisation der bestehenden Ämter vorgenommen. Das Propsteiamt Zella wurde aufgehoben und die Bestandteile dem Amt Hammelburg zugeordnet.

## Umfang
Am Ende des HRR bestand das Amt aus Frankenbrunn, Münchau, Obergersnest, Reith, Schönderling, Seeshof, Gingenrain und Thulba.